# Exetastes pectinatus
Exetastes pectinatus là một loài tò vò trong họ Ichneumonidae.